# Theofilius Jensen
Theofilius Jensen var en dansk atlet som løb for IF Sparta. Han vandt tre danske mesterskaber på maraton.

## Danske mesterskaber
- Guld 1929 Maraton 2.44.27
- Guld 1928 Maraton 2.55.50
- Guld 1924 Maraton 2.37.28